# Kim Young-ae
Kim Young-ae (김영애?, 金姈愛?, Gim Yeong-aeLR, Kim YŏngaeMR; Busan, 21 aprile 1951 – Seul, 9 aprile 2017) è stata un'attrice sudcoreana.

## Biografia
Viene scritturata nel 1971 alle audizioni della MBC ed esordisce quello stesso anno nel serial poliziesco Susabanjang, costruendosi una carriera prolifica in televisione e al cinema.
Nel 2006 mette in pausa le proprie attività di attrice per diventare vicepresidentessa di Chamtowon, un'azienda produttrice di cosmetici, che nel 2008 fa causa alla rete nazionale KBS per aver falsamente riferito che i suoi prodotti contenevano metalli pesanti oltre i limiti di sicurezza. La compagnia va conseguentemente in bancarotta, e non riesce a riprendersi neanche dopo essere stata dichiarata innocente.
Nel 2009 ottiene il plauso della critica per la sua interpretazione di una madre malata terminale ma testarda che ha un rapporto di amore-odio con la figlia nella pellicola drammatica Ae-ja, per la quale ottiene un premio Daejong.
Muore il 9 aprile 2017 di cancro al pancreas.

## Vita privata
Kim ha divorziato dal marito dopo il fallimento della Chamtowon perché i loro rapporti si erano deteriorati.

## Filmografia parziale

### Cinema
- Yeong-eo-wanjeonjeongbok, regia di Kim Sung-su (2003)
- Ae-ja, regia di Jeong Gi-hun (2009)
- Confession of a Murder, regia di Jeong Byeong-gil (2012)
- Urineun hyeongje-imnida, regia di Jang Jin (2014)
- Operation Chromite, regia di John H. Lee (2016)

### Televisione
- Hwang Jin-yi – serie TV (2006)
- Athena - Jeonjaeng-ui yeosin (아테나: 전쟁의 여신?) – serie TV (2010-2011)
- Royal Family – serie TV (2011)
- Haereul pum-eun dal – serie TV (2012)
- Medical Top Team – serie TV (2013)
- Liar Game – serie TV (2014)
- Minyeo-ui tansaeng – serie TV (2014-2015)
- Kill Me, Heal Me – serie TV (2015)
- Manyeobogam – serie TV (2016)
- Doctors – serie TV (2016)

## Riconoscimenti
- Buil Film Award
  - 2014 – Miglior attrice di supporto per Byeonho-in[10]
- KBS Drama Award
  - 2017 – Premio speciale[11]
- Max Movie Award
  - 2015 – Miglior attrice di supporto per Ae-ja[12]
- MBC Drama Award
  - 2011 – Premio speciale per Royal Family[13]
- Premio Daejong
  - 2009 – Miglior attrice di supporto per Ae-ja[8]